# Logique connexive
 (mars 2025).
 (avril 2025).
La mise en forme du texte ne suit pas les recommandations de Wikipédia : il faut le « wikifier ».
Les points d'amélioration suivants sont les cas les plus fréquents. Le détail des points à revoir est peut-être précisé sur la page de discussion.
- Les titres sont pré-formatés par le logiciel. Ils ne sont ni en capitales, ni en gras.
- Le texte ne doit pas être écrit en capitales (les noms de famille non plus), ni en gras, ni en italique, ni en « petit »…
- Le gras n'est utilisé que pour surligner le titre de l'article dans l'introduction, une seule fois.
- L'italique est rarement utilisé : mots en langue étrangère, titres d'œuvres, noms de bateaux, etc.
- Les citations ne sont pas en italique mais en corps de texte normal. Elles sont entourées par des guillemets français : « et ».
- Les listes à puces sont à éviter, des paragraphes rédigés étant largement préférés. Les tableaux sont à réserver à la présentation de données structurées (résultats, etc.).
- Les appels de note de bas de page (petits chiffres en exposant, introduits par l'outil «  Source ») sont à placer entre la fin de phrase et le point final[comme ça].
- Les liens internes (vers d'autres articles de Wikipédia) sont à choisir avec parcimonie. Créez des liens vers des articles approfondissant le sujet. Les termes génériques sans rapport avec le sujet sont à éviter, ainsi que les répétitions de liens vers un même terme.
- Les liens externes sont à placer uniquement dans une section « Liens externes », à la fin de l'article. Ces liens sont à choisir avec parcimonie suivant les règles définies. Si un lien sert de source à l'article, son insertion dans le texte est à faire par les notes de bas de page.
- La présentation des références doit suivre les conventions bibliographiques. Il est recommandé d'utiliser les modèles {{Ouvrage}}, {{Chapitre}}, {{Article}}, {{Lien web}} et/ou {{Bibliographie}}. Le mode d'édition visuel peut mettre en forme automatiquement les références.
- Insérer une infobox (cadre d'informations à droite) n'est pas obligatoire pour parachever la mise en page.

Pour une aide détaillée, merci de consulter Aide:Wikification.
Si vous pensez que ces points ont été résolus, vous pouvez retirer ce bandeau et améliorer la mise en forme d'un autre article.
Une logique connexive est un système logique qui admet plusieurs théorèmes qui contredisent la logique classique, mais mobilisant une notion de l'implication qui se rapproche en certains points du langage ordinaire. Un telle logique doit notamment satisfaire les règles suivantes :
- Il y est absurde de considérer qu'une proposition puisse impliquer, ou être impliquée, par sa propre négation. Cela s'appelle les thèses d'Aristote.
- Les propositions  « A implique B » et « A implique la négation de B » impliquent la négation l'une de l'autre. Cela s'appelle les thèses de Boèce.
- Les formulations contemporaines tendent également à demander la non-symétrie de l'implication, au sens où « A implique B » n'implique pas nécessairement « B implique A », de sorte à la distinguer de l'équivalence logique[1].

## Histoire

### Époque antique
Dans l'Organon, Aristote développe divers raisonnements logiques. On retrouve quelques raisonnements usuels, tels que les raisonnements par l'absurde, usité par exemple ici :

« [...] il est impossible que, si A étant blanc, B doit être grand de toute nécessité, A n’étant pas blanc, B soit encore grand nécessairement. En effet, puisque, cette chose A étant blanche, il y a nécessité que cette autre chose B soit grande, et que, B étant grand, C ne soit pas blanc, il faut nécessairement, si A est blanc, que C ne le soit pas. Et, si l’on suppose deux choses dont il faut nécessairement que l’une soit par l’existence de l’autre, la seconde n’étant pas, il y a nécessité que la première ne soit pas. Donc, B n’étant pas grand, il n’est pas possible que A soit blanc ; mais, si, A n’étant pas blanc, il est nécessaire que B soit grand, il résulte, de toute nécessité, que, B n’étant pas grand, ce même B est grand : ce qui est absurde. »
Aristote, l'Organon, Premiers Analytiques, livre second, chapitre IV, §17.

En plus concis, nous pourrions résumer ce bout de démonstration ainsi, en utilisant les règles de modus ponens et de modus tollens :
```
Supposons que A implique B et non-A implique B simultanément :
| Si non-B :
| | Non-A, par modus tollens avec (A implique B), non-B
| | B, par modus ponens avec (non-A implique B), A
| En résumé, non-B impliquerait B. C'est absurde.
```

Dans sa démonstration, toutefois, Aristote affirme que la proposition « non-B implique B » serait absurde : «il résulte, de toute nécessité, que, B n’étant pas grand, ce même B est grand : ce qui est absurde».
Nous pouvons analyser cette inférence anachroniquement dans le système actuel de la logique classique, où non-B implique B est invalidée si l'on peut démontrer B, ce pour deux raisons :
- En logique classique, toute proposition implique un démontrable quelconque, à savoir {\displaystyle B\to (A\to B)}.
- De même, la négation d'un démontrable quelconque implique toute proposition (ex falso quodlibet), à savoir {\displaystyle B\to (\neg B\to A)}.

Dans les deux cas, on a le théorème classe {\displaystyle B\to (\neg B\to B)}. On appelle ce genre de phénomènes des paradoxes de l'implication matérielle (en).
Il est donc important de remarquer qu'Aristote utilise les thèses suivantes, qui admetteraient pourtant des contre-exemples en logique classique, qu'on appelle thèses d'Aristote :
- Il est absurde d'affirmer non-A implique A.
- Il est absurde d'affirmer A implique non-A.

L'appellation « connexive » est dérivée d'une remarque donnée par Sextus Empiricus :

« Et ceux qui introduisent la notion de connexion (συνάρτησις) disent qu’un conditionnel est valide quand la contradictoire de son conséquent est incompatible avec son antécédent »
Sextus Empiricus, Hypotyposes Pyrrhoniennes, II, l 10-12.

La logique connexive s'inscrit toutefois, au moins au départ, dans un courant aristotélicien.

### Époque médiévale
L'époque médiévale a vu plusieurs développements en logique connexive, en passant de Boèce à Robert de Melun (†1167), en passant par Abélard.
Boèce a notamment donné son nom à deux thèses, qui sont aujourd'hui considérées comme nécessaires pour qualifier une logique de connexive. Celles-ci viennent de l'extrait suivant :

« Si est A, cum sit B, est C; [...] atqui cum sit B, non est C; non est igitur A. »
Boèce, De Syllogismo Hypothetico Libri Duo, 851B-C ; édition Migne, J. P. (1860). Manlii Severini Boetii Opera omnia. Garnier.

On peut ré-exprimer cela ainsi :
```
Si A :
| B implique C
| B implique non-C
Alors non-A.
```

Cela indique que Boèce considère comme contradictoires « B implique C » et « B implique non-C ». À noter que l'extrait d'Aristote précédent y ressemblait fortement, puisqu'il affirme qu'il n'est pas possible d'avoir « B implique C » et « non-B implique C ». Cet extrait de Boèce a été ensuite décliné de différentes manières, mais la formulation que nous retenons de nos jours est celle décrite précédemment, à savoir : les propositions « A implique B » et « A implique la négation de B » impliquent la négation l'une de l'autre.
Abélard souscrivait également à la logique connexive. Dans son Dialectica, celui-ci explique que les conditionnelles « si quelqu'un est un homme, il est un animal » et « si quelqu'un est un homme, il n'est pas un animal » ne peuvent être toutes deux vraies, sinon quoi nous pourrions décliner la proposition inconvéniente suivante : si quelqu'un est un homme, il n'est pas un homme. Par ailleurs, Abélard a lui-même donné son nom à deux thèses, l'un étant la deuxième d'Aristote, et l'autre étant la non-simultanéité de « A implique B » et « A implique non-B », à savoir ce qu'on formalise de nos jours comme le schéma d'axiomes {\displaystyle \neg ((p\to q)\land (p\to \neg q))}.
Robert de Mélun, inspiré d'Abélard, apporte également avec lui et un principe général, caractérisée par la phrase nihil ex falso accidere (trad. « rien ne descend d'une contradiction »). L'auteur anonyme de l'Ars Meliduna, basé sur les travaux de Robert de Mélun, donnait plutôt une interprétation faible de cette phrase, au sens ex impossibili nihil sequitur (d'une impossibilité rien ne suit), tandis que les Meludinenses suivaient plutôt ex falso nihil sequitur (« rien ne suit d'une proposition fausse »).

## Résultats contemporains
La définition contemporaine en logique formelle d'une logique connexive est un système formel qui satisfait les demandes suivantes :
- Sont vérifiées les thèses d'Aristote :
  - AT : On peut toujours nier la proposition, non-A implique A. Il s'agit donc du schéma d'axiomes {\displaystyle \neg (\neg A\to A)}.
  - ATʼ : On peut toujours nier la proposition, A implique non-A. Formellement, il s'agit donc du schéma d'axiomes {\displaystyle \neg (A\to \neg A)}.
- Sont vérifiées les thèses de Boèce :
  - BT : A implique B, implique toujours la négation de, A implique non-B. Il s'agit donc du schéma d'axiomes {\displaystyle (A\to B)\to \neg (A\to \neg B)}.
  - BTʼ : A implique non-B, implique toujours la négation de, A implique B. Il s'agit donc du schéma d'axiomes {\displaystyle (A\to \neg B)\to \neg (A\to B)}.
- L'implication est également demandée de ne pas être symétrique, c'est-à-dire que de, A implique B, on n'ait pas nécessairement que, B implique A. On la décrit par l'invalidation du schéma d'axiomes {\displaystyle (A\to B)\to (B\to A)}. Cela permet deux choses :
  - D'une part, à distinguer l'implication de l'équivalence logique.
  - D'autre part, à assurer la cohérence du système.

### Connexivité totale
Estrada-González et Ramirez-Cámara identifient plusieurs desiderata :
- Une logique connexive est abélardienne si elle vérifie les schémas d'axiomes suivants :
  - Abel1 : {\displaystyle \neg ((A\to B)\land (\neg A\to B))}
  - Abel2 : {\displaystyle \neg ((A\to B)\land (A\to \neg B))}
- Elle est anti-paradoxe, au sens des paradoxes de l'implication matérielle, si les schémas d'axiomes suivants ne sont pas universellement valides :
  - {\displaystyle A\to (B\to A)}
  - {\displaystyle A\to (\neg A\to B)}
  - {\displaystyle A\to (B\to C)} pour un contingent {\displaystyle A} et un démontrable {\displaystyle B\to C}.
- Elle est Kapsner-forte si les conditions suivantes sont rencontrées :
  - {\displaystyle A\to \neg A} est insatisfaisable.
  - {\displaystyle A\to B} et {\displaystyle A\to \neg B} ne sont pas simultanément satisfaisables.
- Elle est simplificatrice si sont validés les schémas d'axiomes suivants :
  - {\displaystyle (A\land B)\to A}
  - {\displaystyle (A\land B)\to B}
- Elle est conjonction-idempotente sont les schémas d'axiomes sont valides :
  - {\displaystyle (A\land A)\to A}
  - {\displaystyle A\to (A\land A)}

Une logique connexive qui satisfait tous ces desiderata serait appelée totalement connexive. Cependant, aucun tel système n'a été trouvé jusqu'à aujourd'hui.

### Sémantiques connexives
Certaines sémantiques connexives ont été développées comme CC1, MRSP, M3V, CN et de nombreuses autres,. Les sémantiques décrites ici sont polyvalentes, avec au moins trois valeurs de vérité. Dans les sémantiques polyvalentes, une valeur désignée est une valeur de vérité qui, essentiellement, prend le rôle de la valeur {\displaystyle {\textsf {vrai}}} dans la conséquence sémantique.
| A     | B     | ¬A    | A∧B   | A∨B   | A→B   |
| ----- | ----- | ----- | ----- | ----- | ----- |
| Vrai  | Vrai  | Faux− | Vrai  | Vrai  | Vrai  |
| Vrai  | Faux+ | Faux− | Faux+ | Vrai  | Faux+ |
| Vrai  | Faux− | Faux− | Faux− | Vrai  | Faux− |
| Faux+ | Vrai  | Vrai  | Faux+ | Vrai  | Faux+ |
| Faux+ | Faux+ | Vrai  | Faux+ | Faux+ | Faux+ |
| Faux+ | Faux− | Vrai  | Faux− | Faux+ | Faux+ |
| Faux− | Vrai  | Vrai  | Faux− | Vrai  | Faux+ |
| Faux− | Faux+ | Vrai  | Faux− | Faux+ | Faux+ |
| Faux− | Faux− | Vrai  | Faux− | Faux− | Faux+ |

| A     | B     | ¬A    | A∧B   | A∨B   | A→B   |
| ----- | ----- | ----- | ----- | ----- | ----- |
| Vrai+ | Vrai+ | Faux− | Vrai+ | Vrai− | Vrai+ |
| Vrai+ | Vrai− | Faux− | Vrai− | Vrai+ | Faux− |
| Vrai+ | Faux+ | Faux− | Faux+ | Vrai− | Faux+ |
| Vrai+ | Faux− | Faux− | Faux− | Vrai+ | Faux− |
| Vrai− | Vrai+ | Faux+ | Vrai+ | Vrai+ | Faux− |
| Vrai− | Vrai− | Faux+ | Vrai− | Vrai− | Vrai+ |
| Vrai− | Faux+ | Faux+ | Faux− | Vrai− | Faux− |
| Vrai− | Faux− | Faux+ | Faux+ | Vrai− | Faux+ |
| Faux+ | Vrai+ | Vrai− | Faux+ | Vrai− | Vrai+ |
| Faux+ | Vrai− | Vrai− | Faux+ | Vrai+ | Faux− |
| Faux+ | Faux+ | Vrai− | Faux+ | Faux+ | Vrai+ |
| Faux+ | Faux− | Vrai− | Faux− | Faux− | Faux− |
| Faux− | Vrai+ | Vrai+ | Faux− | Vrai+ | Faux− |
| Faux− | Vrai− | Vrai+ | Faux+ | Vrai− | Vrai+ |
| Faux− | Faux+ | Vrai+ | Faux− | Faux+ | Faux− |
| Faux− | Faux− | Vrai+ | Faux+ | Faux− | Vrai+ |

| A     | B     | ¬A    | A∧B   | A∨B   | A→B   |
| ----- | ----- | ----- | ----- | ----- | ----- |
| Vrai+ | Vrai+ | Faux  | Vrai+ | Vrai+ | Vrai− |
| Vrai+ | Vrai− | Faux  | Vrai− | Vrai+ | Faux  |
| Vrai+ | Faux  | Faux  | Faux  | Vrai+ | Faux  |
| Vrai− | Vrai+ | Vrai− | Vrai− | Vrai+ | Vrai− |
| Vrai− | Vrai− | Vrai− | Vrai− | Vrai− | Vrai− |
| Vrai− | Faux  | Vrai− | Faux  | Vrai− | Faux  |
| Faux  | Vrai+ | Faux  | Faux  | Vrai+ | Vrai− |
| Faux  | Vrai− | Faux  | Faux  | Vrai− | Vrai− |
| Faux  | Faux  | Faux  | Faux  | Faux  | Vrai− |

| A     | B     | ¬A    | A∧B   | A∨B   | A→B   |
| ----- | ----- | ----- | ----- | ----- | ----- |
| Vrai+ | Vrai+ | Faux  | Vrai+ | Vrai+ | Vrai+ |
| Vrai+ | Vrai− | Faux  | Vrai− | Vrai+ | Vrai− |
| Vrai+ | Faux  | Faux  | Faux  | Vrai+ | Faux  |
| Vrai− | Vrai+ | Vrai− | Vrai− | Vrai+ | Vrai+ |
| Vrai− | Vrai− | Vrai− | Vrai− | Vrai− | Vrai− |
| Vrai− | Faux  | Vrai− | Faux  | Vrai− | Faux  |
| Faux  | Vrai+ | Faux  | Faux  | Vrai+ | Vrai− |
| Faux  | Vrai+ | Faux  | Faux  | Vrai− | Vrai− |
| Faux  | Faux  | Faux  | Faux  | Faux  | Vrai− |